# برج کبوتر صفرعلی امینی
برج صفر علی امینی  مربوط به دوره قاجار است و در  شهرستان خمینی شهر، بخش مرکزی، دهستان ماربین وسطی، روستای ولاشان، محدوده کشتزارهای گارنخود قرار دارد. این اثر در تاریخ ۱۶ اسفند ۱۳۸۴ با شمارهٔ ثبت ۱۴۳۸۲ به‌عنوان یکی از آثار ملی ایران به ثبت رسیده‌است.